# Nela Pocisková
Nela Pocisková (Bratislava, 4 ottobre 1990) è una cantante slovacca.
Ha partecipato all'Eurovision Song Contest 2009 come rappresentante della Slovacchia presentando il brano Leť tmou insieme a Kamil Mikulčík.